# Sukoreno (Prigen)
Sukoreno is een bestuurslaag in het regentschap Pasuruan van de provincie Oost-Java, Indonesië. Sukoreno telt 6562 inwoners (volkstelling 2010).